# 高瀨神社
36°34′19″N 136°56′54″E / 36.57186°N 136.94825°E
高瀨神社（日语：／ Takase-Jinja */?）是日本富山縣南礪市高瀨的一座神社，社格是式內小社、越中國一宮、國幣小社和別表神社，主祭神是大國主命，配神為天活玉命和五十猛命，別當寺是高麗山神保寺和高麗山深法寺勸學院。氏子數目方面，《府縣鄉社明治神社誌料》記載為111戶，《日本社寺大觀》記載約100戶，《式內社調查報告》記載為108戶，神社本廳出版的《神社名鑑》記載為30,000戶，氏子區域是礪波郡。文化財方面，神社是日本遺產「誕生自一把寺社木匠之鑿的木雕美術館 井波」（宮大工の鑿一丁から生まれた木彫刻美術館・井波）的一部分，神社與其御旅所遺址同為南礪市指定史跡，社藏「御物石器等兩件」則是南礪市指定有形文化財。

## 位置與名稱
神社位於礪波平原東南部，高清水斷崖層山麓的沖積扇，地處小矢部川水系支流東大谷川（大門川）流域，以西約四公里處則是庄川，面向八乙女山、大寺山和赤祖父山等山群，神社東南面約800米處是高瀨遺跡，加越能鐵道在距離神社約300米處則曾經設有高瀨神社站。行政區劃方面，神社原屬越中國礪波郡、東礪波郡高瀨村以及井波町，大字是高瀨，原本的字為神子畑，地號是6639。
根據《高瀨神社誌》和《越中鄉土史》記載，不少文獻基於《類聚國史》指神社最初名為氣多神社，在天平13年（741年）越中國兼併能登國後，為了避免與羽咋郡的氣多神社混淆而改稱高瀨神社。其後，在能登國於天平寶字元年（757年）從越中國獨立後仍然沿用高瀨作為神社名稱。不過，上述兩書均否定此說法，指出這純粹是《類聚國史》造假，神社自古便稱作高瀨。
作為神社名稱的高瀨分別有Takase（タカセ）和Takaseno（タカセノ）兩種訓讀，一般以前者為主，《延喜式》武田本、《新訂增補國史大系》和《式內社調查報告》則採用後者。在近世時，神社也有高麗權現（かうらい權現）、高瀨權現、高麗明神或高瀨大明神等稱呼。根據《越中志徵》的說法，高麗權現的稱呼是源於將高瀨音讀而來，從而指出神社起源自高麗，另一方面《越中國式內等舊社記》則指高麗是高瀨的筆誤。

## 歷史

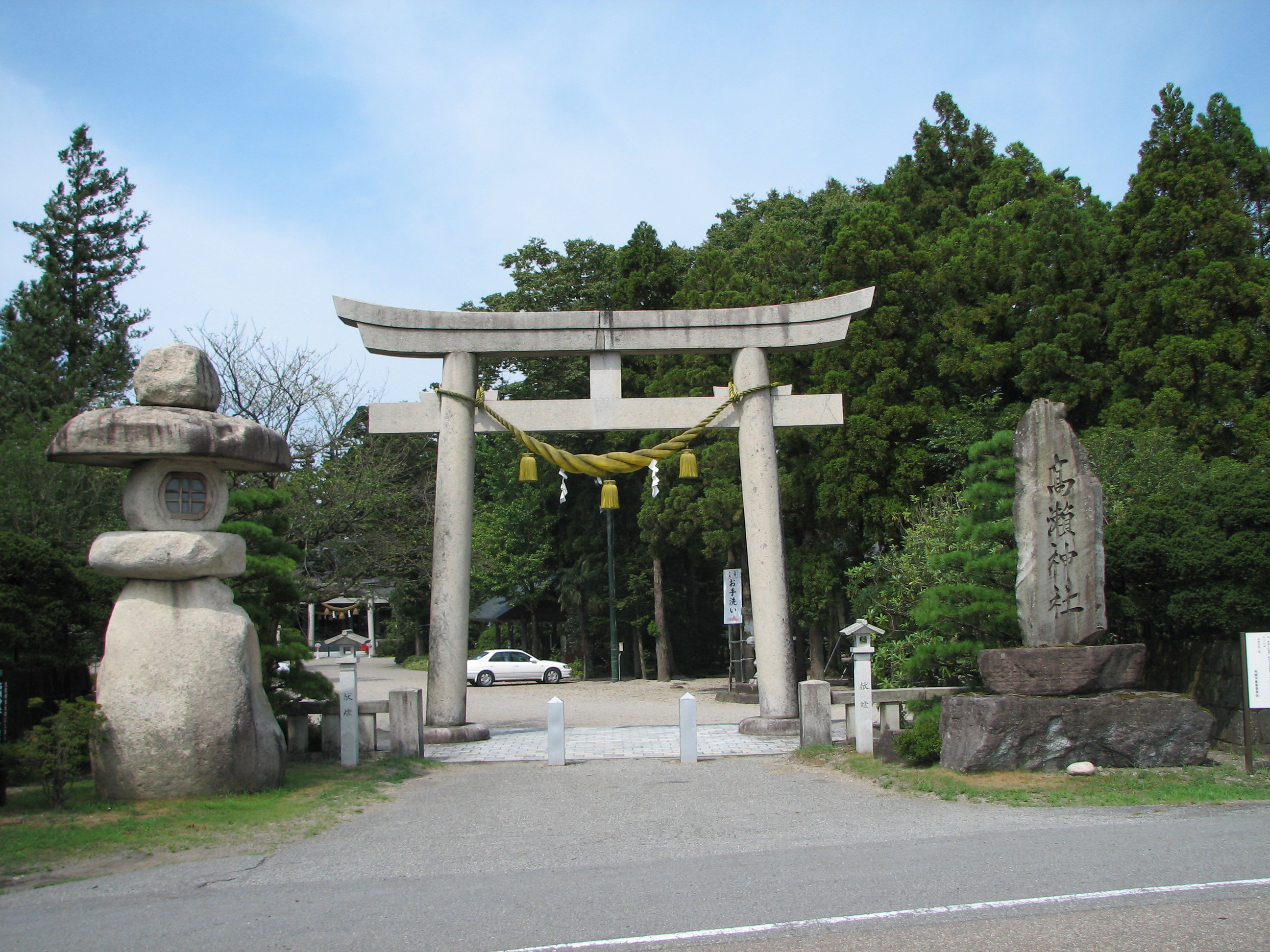
神社入口

根據神社官方說法，神社創建於神代或景行天皇11年（81年），當時大國主命親自在此地祭祀守護神，在平定此地後將自己的靈魂作為國魂神安置於此，隨後便返回出雲國。不過根據宮永正運撰寫的《越之下草》記載，來自高麗的神明在7月14日抵達此地，並且在河邊清洗其足袋後將河流命名為旅川，在河邊稍作休息後動身前往高瀨，期間雖然突然下雨，但是神明依然冒雨前行，該地也因此得名為雨潛野村（現南礪市雨潛）。其後，神明每年以該處為御旅所，在該處稱為宮守後，御旅所的遺跡如今則見於江田村（現南礪市江田）領。《越中志徵》則指神明最初休息的地方便是江田村的宮地，其後成為御旅所，作為神社的神地附近一帶則稱作宮田島。
根據《類聚國史》和《三州志來因概覽》記載，在天武天皇9年（680年）4月，神社由於發生蝗災，因此通過敕使獲奉納200屯，相當於400斤的綿花。根據《續日本紀》寶龜11年12月14日（781年1月13日）條記載，神社以「高瀨神」的名義敘從五位下神階，其後按《日本紀略》記載於延曆14年8月18日（795年10月5日）升至從五位上。承和7年9月29日（840年10月27日），按《續日本後紀》記載，神社升至從四位上。仁壽4年3月7日（854年4月7日），根據《日本文德天皇實錄》記載，神社升至從三位。齊衡元年12月27日（855年1月19日），神社的禰宜和祝獲准拿笏。天安3年正月27日（859年3月5日），按《日本三代實錄》記載，神社升至正三位。根據《再建記》，神社在貞觀3年（861年）獲授予勳一等。根據《府縣鄉社明治神社誌料》，神社在寬平9年12月2日（897年12月29日）升至從二位，永保元年（1081年）升至正二位，治承4年（1180年）升至從一位，元曆2年（1185年）升至正一位。
康和5年6月10日（1103年7月15日），根據《朝野群載》記載，神祇官就堀河天皇的健康狀況進行占卜，在越中國內的神社中，高瀨神與林神、鵜坂神、白鳥神和速川神的社司均被處以中祓。根據收錄於《東大寺文書》內，康永2年（1343年，興國4年）8月的《高瀬庄納帳》記載，東大寺領高瀨庄將年貢中的一百兩給予神社的神官和社僧，與此同時根據同樣收錄於《東大寺文書》內，翌年2月的《高瀨庄田地目錄》記載，高瀨庄的除田內的神田33町（約0.33平方公里）推測屬於神社。
根據收錄於《加越能寺社由來》下卷內，社家八兵衛在貞享2年（1685年）撰寫的《由來書上》記載，神社自古便有大量社僧，山號是高麗山，寺號為神保寺，社僧在經歷亂世後均已離去。《越山下草》則指在兩部神道中，神社稱為高麗山深法寺勸學院，有真言寺約三百坊，在北條時賴巡迴諸國時，經過當地時，對於社僧破戒奢侈之舉感到氣憤，便派佐野源左衛門手刃一眾破戒僧，大量寺院也同時遭到破壞。永祿年間（1558年至1570年），上杉謙信進軍越中時，剩餘的寺社也毀於戰火。文明年間（1469年至1487年），本願寺蓮如開始在越中傳教後，福光城主石黑氏被一向宗信徒消滅，領地也遭到押領，神官和郡民也逐漸改宗至淨土真宗，神社也因此開始衰退，勸學院的僧人明空也改宗至淨土真宗，寺號改為光源寺，其弟子明全則居於勸學院遺跡處的草庵，直至天正年間（1573年至1592年）），最終由於無人歸依而拆除。安永年間（1772年至1781年），庄下（現富山縣礪波市大門、矢木、坪內、高道和宮村）、山見（現南礪市山見）、高瀨、井口（現南礪市井口）、能美（現南礪市能美）、山田（現南礪市山田）、石黑（現南礪市和泉、松木、八幡、中之江、法林寺、川西和間谷新的全域、桐木和遊部的一部分）和院林（現南礪市梅島）的居民同心協力下，神社才得已重建。
文政8年（1825年）6月，神社獲因幡若櫻藩前藩主松平冠山奉納版物。天保10年（1839年）3月，神社舉行御遷宮祭，其後神社的修理費用開始由郡內負擔。明治3年（1870年）7月，神社在金澤藩的祈年穀祭中獲奉幣。1884年4月，神社獲奉幣，其後每年奉幣使均會到訪神社。1903年6月，富山縣知事李家隆介參拜神社。1923年8月26日，富山縣知事伊藤喜八郎作為敕使到訪神社。翌年7月，貞明皇后向神社獻上《神明之路》。1928年昭和天皇即位時，1941年日本對英美宣戰以及1945年日本投降時均有敕使到訪神社。

## 社格
- 縣社時期的神社
- 國幣小社時期的神社

神社的社格分別是式內小社、越中國一宮、國幣小社和別表神社。根據《延喜式神名帳》，神社是在礪波郡內的七座神社中排第一位。一宮方面，根據在鎌倉時代編撰而成的《類聚既驗抄》記載，神社以高瀨大明神的名義獲視為越中國的一宮，《中世諸國一宮制的基礎研究》指這是神社作為一宮在文獻上首次有記載，成書於室町時代後期的《大日本國一宮記》則將高瀨神社與氣多神社混為一談的前題下視為一宮。《神道事典》認為這兩座神社均稱為一宮是由於越中國的國府在平安時代末期從射水郡轉移至礪波郡所致。其他稱為越中國一宮的尚有射水神社和雄山神社。
1873年8月，神社獲指定為縣社，1907年3月12日獲指定為神饌幣帛料供進社，1923年6月16日升至國幣小社，1948年9月30日，神社本廳制定「幹部和職員去留相關規定」（役職員進退に関する規程，《規程第15號》），神社列於其中第五條提到的「記載於別表的神社」（別表に掲げる神社）之內，即別表神社。

## 祭神
神社的主祭神是大國主命（大己貴命），配神為天活玉命和五十猛命，末社有神明宮、風宮、稻荷社以及從太宰府天滿宮勸請而來的天滿宮，祭神分別是天照大神、級長戶邊命、宇迦之御魂神和菅原道真，功靈殿則供奉在甲午戰爭、日俄戰爭至大東亞戰爭期間，南礪市、礪波市、小矢部市和高岡市出身的戰死者以及在當地開拓有功者，總共6,400人。另一方面，根據《延喜式神名帳頭註》、《神祇寶典》和《特選神名牒》記載，神社的祭神只有大己貴命，《越中國式內等舊社記》和《神名帳考證》記載只有五十猛命，《神祇拾要》和《三州地理志稿》記載只有天活玉命，《越中式內並式外之覺》則記載是素戔嗚尊和五十猛命。大己貴命、天活玉命和五十猛命的三神說則見於《神社覈錄》、《越中寶鑑》和《越中志徵》等文獻。對此，《式內社調查報告》認為這是由於社家八兵衛編撰的《由來書上》指出神社建立者不明而造成，並且推測神社最初的祭神其實就是與地名一致，守護當地的高瀨神。

## 境內
- 功靈殿
- 撫兔
- 大鳥居

根據1865年6月的《高瀨神社明細》記載，神社境內面積達1157坪（約3824.79平方），升至國幣小社時是約3000坪（約9917.36平方），《日本社寺大觀》記載為3356坪（約11094.21平方），《神社名鑑》指是5000坪（約16528.93平方），《式內社調查報告》則主張是約7000坪（約23140.5平方）。神社朝南而建，社殿和社務所在1942年開始改建，其中本殿在1947年完工，佔地9坪（約29.75平方），為流造，正面寬4間2尺（約7.88），長3間（約5.45）。幣殿和拜殿在1948年完工，其中幣殿是正面寬4間（約7.27），長6間3尺（約11.82），兩旁各有一社殿，均是正面寬1間4尺（約3.03），長4間（約7.27），拜殿則為入母屋造，銅板屋頂，正面寬（約13.33），長4間（約7.27）。1965年，社務所在朝拜殿方向的左前方處建成。1987年，唐破風的向拜殿建成。
社殿左方建有功靈殿，本殿為流造，正面寬1間1尺（約2.12），長1間3尺（約2.73），原為天保7年（1836年）建成的本殿，其後在1949年移至此地重建，拜殿則建於1951年。1970年，伊勢神宮的外宮的手水舍移至神社重建，為神明造，正面寬4間（約7.27），長1間4尺（約3.03），銅板屋頂，內有以只見川上流的石頭製成的水鉢。此外，境內尚有在1978年從伏見稻荷大社勸請而來的高瀨稻荷社、基於傳說因幡之白兔而製的撫兔（なでうさぎ）、《君之代》中提到的細石、茶筅塚、由岩川毅在1984年11月寄進的寶物殿以及GOLDWIN創辦人西田東作為了慶祝昭和天皇在位60年，而在1985年寄進的大鳥居等建築物。

## 神職
根據神社官方說法，神社最初的宮司是中臣家成，其子中臣御成在就任礪波的郡司後由於公事繁忙，無法兼顧宮司的職務，因此在仁壽2年11月7日（852年12月21日）任命奈良的藤井家第14代秀方為宮司，藤井家的祖先相傳是天智天皇次子施基親王。到第48代秀俊時期，藤井家組織百姓對抗蓮沼城主越中守護代遊佐氏的代官，為北陸道最早的土一揆。文明13年（1481年），神社在越中一向一揆時期毀於戰火後，藤井家避難至東西原村（現南礪市東西原），其後越過雄神川再逃進五箇山。
根據《高瀨神社明細》記載，當時神官轉移至雄神神社，藤井家直到第67代秀直時仍然居於該處，雄神神社本身也是高瀨神社的兼務社，在高瀨神社南面的字大宮司則相傳是藤井家原本的住處。1995年9月，當地的有志者提出替秀直建立顯彰碑，並且成功邀請井波町長清都邦夫擔任發起人代表。翌年3月7日，眾人決議製作紀念冊和興建銅像，紀念冊由秀直的女婿，任職於報社的藤村克明策劃，銅像則由日本美術展覽會評議員橫山豐介負責。

## 祭事
| 月次祭（每月1日和13日）        |                                         |                         |                                                             |                                      |                          |                                    |                                       |
| 1月1日 1月3日 1月25日          | 元旦祭 元始祭 天神祭                    | 4月3日 4月10日 4月29日  | 神武天皇祭 春季祭（大祭） 昭和祭                            | 7月7日 海之日前的星期日 土用的第三天 | 七夕祭 玩偶感謝祭 除熱祭 | 10月第一個星期日 10月17日          | 村祭 神嘗奉祝祭                       |
| 2月3日 2月11日 2月17日 2月23日 | 節分祭 紀元節祭 祈年祭（大祭） 天長節祭 | 5月                     | —                                                           | 8月16日                              | 中禮祭                   | 11月3日 11月13日 11月15日 11月23日 | 明治節祭 神明宮例祭 七五三祝祭 新嘗祭 |
| 3月8日 春分                    | 鎮火祭 春季皇靈祭                       | 6月10日 6月19日 6月30日 | 祈年穀祭（大祭） 風宮例祭（6月19日） 稻荷社例祭、夏越之大祓 | 9月13日 秋分                         | 例祭（大祭） 秋季皇靈祭  | 12月31日                           | 師走之大祓 除夜祭                     |

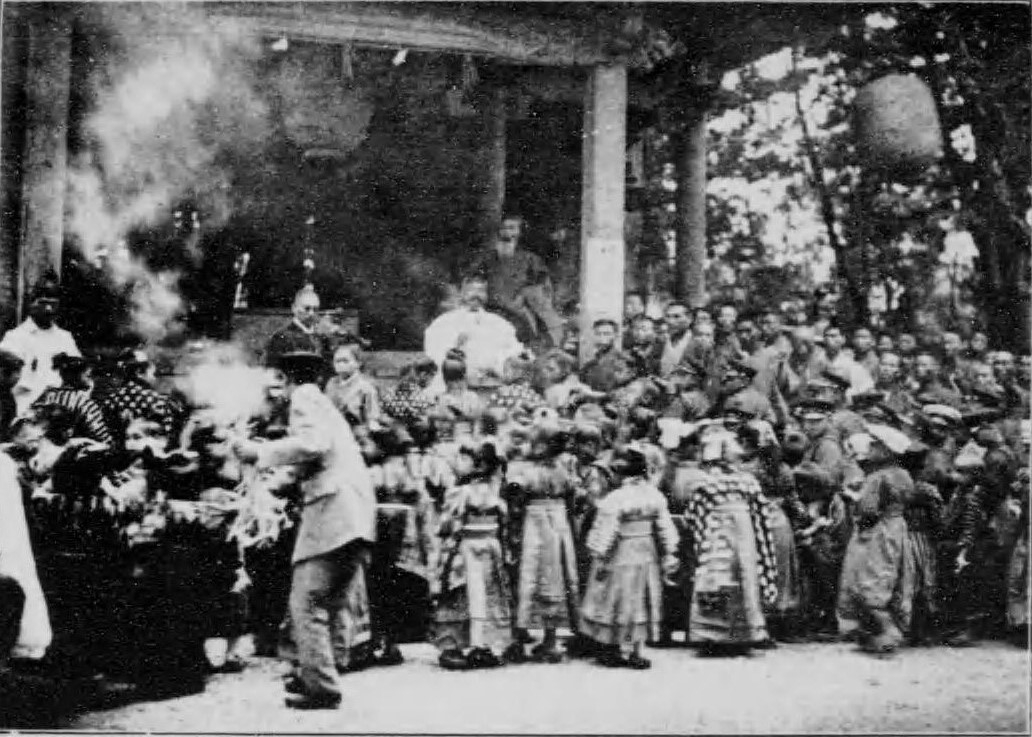
1913年時的祈年穀祭

在4月10日舉行的春季祭時，由年齡差不多相當於小學三年級生表演舞獅，囃子為神樂，為春祭獨有的儀式。其後，舉行直會式，讓氏子與神明一同用膳，由於數字15有心想事成的意思，因此能夠參與此儀式的氏子也僅限15名，直會的膳食也全部以鹽代替醬油來調味。直會式上，在眾人入席後奏上祝詞，隨後便開始用膳。僅接是巡杯，只有一名巫女的時候，各人各自拍一下手後接過酒杯，在飲用後給下一位時再拍一下手，最後一位則將酒杯給齋主後拍一下手，兩名巫女的時候則是各人各自拍一下手後，從巫女所持的三寶處接過酒杯，飲用後放回去再拍一下手。其後，眾人各自以自己的酒杯喝酒，巫女則負責伺候。在奏上直會結束的祝詞後，轉移至第二直會場。
6月10日舉行的祈年穀祭源於當地古時蝗蟲肆虐，為此便點燃松樹的根作為誘蛾燈，從而驅趕蝗蟲。雖然一度中止，但是在1886年起再次舉行，當時的做法是分發神火的火苗至郡內各村，點火時以打火石或鐵等來取火，後來不再分發火苗，改為以神輿帶著神火巡遊郡內。2022年，神輿巡遊了南礪農業協同組合、福光農業協同組合、稻葉農業協同組合和礪波野農業協同組合，並且由兩名巫女奉納浦安之舞，責任役員奉上玉串，神火則以柴來點燃。

### 註解
1. ↑  《府縣鄉社明治神社誌料》記載此事出自於《類聚三代格（日语：類聚三代格）》[4]。
2. ↑  神社官方指根據《源平盛衰記（日语：源平盛衰記）》記載，神社在治承4年12月時已經升至正一位[1]。
3. ↑  林神推測是位於礪波市賴成（日语：般若村）的林神社（日语：林神社 (砺波市頼成)）或同市林（日语：林村 (富山県)）的林神社[6]。
4. ↑  白鳥神推測是位於富山市寺町（日语：東呉羽村）的白鳥神社、同市八尾町三田（日语：保内村 (富山県)）的白鳥神社（日语：白鳥神社 (富山市)）或同市婦中町（日语：婦中町）友坂（日语：朝日村 (富山県)）的熊野神社[6]。
5. ↑  速川神推測是位於冰見市的速川神社、高岡市的速川神社或早川八幡社[6]。

## 外部連結
- . 高瀨神社.   [2022-10-19]. （原始内容存档于2022-10-19） （日语）.
- . 富山縣.   [2022-10-19]. （原始内容存档于2022-11-28） （日语）.
- . 全國一之宮巡拜會.   [2022-10-19]. （原始内容存档于2021-12-09） （日语）.
- 高瀨神社的Facebook專頁
- 高瀨神社的Instagram帳戶